# Nicolae Tonitza
Nicolae Tonitza (n. 13 aprilie 1886, Bârlad, Tutova, România – d. 27 februarie 1940, București, România) a fost un pictor, caricaturist, litograf, gravor, ceramist, grafician și cronicar de artă român.

## Biografie
S-a născut la 13 aprilie 1886 la Bârlad, strada Ștefan cel Mare, nr. 341, primul dintre cinci copii ai Anastasiei și ai lui Neculai Toniță. Frecventează școala primară de băieți nr. 2 și urmează gimnaziul real „Manolache K. Epureanu” din Bârlad. În 1902 părăsește Bârladul pentru a se înscrie la Școala națională de Belle-Arte din Iași, avându-i printre profesori pe Gheorghe Popovici și Emanoil Bardasare (dar nu va putea să își ia diploma de absolvire deoarece în ultimul an participă la o grevă a studenților), iar printre colegi i-a avut pe Ștefan Dimitrescu și Leon Viorescu cu care va lega o lungă prietenie.
În 1903, cu sprijinul unei rude din Bârlad, vizitează Italia, în cadrul unei excursii a studenților de arheologie din București, condusă de profesorul Grigore Tocilescu. 
În vacanța următoare, împreună cu alți colegi, zugrăvește biserica din satul Grozești.
În 1908 pleacă în Germania, la München, unde este admis la Königlich Bayerischen Akademie der Bildenden Künste (Academia Regală Bavareză de Arte Frumoase, actualmente Academia de Arte Frumoase München) în clasa profesorului Hugo von Habermann. Expune la Kunstverein, trimite caricaturi la revista Furnica și articolul „Importanța criticii de artă” la revista Arta română din Iași, care reprezintă debutul său în publicistică. Părăsește Germania, fără să-și fi terminat studiile și, călătorește în vara anului 1909 în Italia și în toamnă în Franța, unde rămâne doi ani la Paris, frecventează atelierul lui Pierre Laprade și face studii după pictori celebri. Influența de epocă își pune amprenta de originalitate în opera tânărului artist, cu calități de colorist. Impresionismul, cuceririle postimpresioniștilor și, nu mai puțin, modul decorativ de a gândi, compoziția și fastul stilului Belle Époque îi vor determina hotărâtor opțiunile estetice. Pictează peisaje, portrete și compoziții, pe care le expune în atelierul său din Montparnasse. Echilibrul, hedonismul - acea bucurie nereținută în fața fermecătoarelor aparențe ale realității - senzualitatea temperată, se traduc deja în aceste opere de început, pline de strălucirea luminii, exaltarea tonurilor și sudura perfectă dintre formă și culoare.
În 1911 se reîntoarce în țară, mai întâi la Bârlad și mai târziu la Iași (unde predă un timp ca suplinitor la desen la Liceul militar). Participă la expoziția Tinerimii artistice. În 1912 termină cursurile Școlii naționale de Belle-Arte și obține prin concurs certificatul de „Pictor bisericesc”. Va zugrăvi bisericile din Scorțeni, Siliște, Poeni, Văleni și altele. Se căsătorește în 1913 cu Ecaterina Climescu cu care va avea doi copii, Catrina și Petru. Din cauze economice renunță pentru câțiva ani la pictură și lucrează ca redactor la ziarul Iașul. În 1916 expune la București 94 de picturi și desene, împreună cu Ștefan Dimitrescu. Mobilizat și trimis pe front, cade prizonier în luptele de la Turtucaia, de unde va fi trimis în lagărul de prizonieri din Kirjali, Bulgaria.
A fost decorat cu Ordinul „Mihai Viteazul”, clasa III, pentru modul cum și-a condus compania din Regimentul 1 Grăniceri în Bătălia de la Turtucaia.
„Pentru exemplul de vitejie dat cu ocazia luptelor de la Turtucaia din august 1916. Rănit grav a dat probă de un devotament admirabil, uitând de suferințele sale pentru a nu se gândi decât la compania sa.”
Înalt Decret no. 2189 din 6 iunie 1919:p. 69
După război se stabilește la București unde, alături de participările la expoziții și ilustrări de cărți, colaborează la publicații de orientare socialistă cu desene și cronici artistice. În perioada 1921-1924 locuiește la Vălenii de Munte unde, în intervalul celor trei ani petrecuți în această localitate, a lucrat la tablouri care, prin armonia și farmecul coloritului, prin grația liniară, prin căldura și delicatețea sentimentului, se înscriu în patrimoniul celor mai alese opere ale picturii românești moderne. Oprindu-se asupra chipurilor de copii, asupra florilor, asupra modestelor scene de interior, mai rar asupra câte unei priveliști evocatoare, Tonitza creează în acești ani și până spre sfârșitul deceniului al treilea, mai toate lucrările cu a căror frumusețe și glorie numele lui se împletește. Devine redactor la revista Artele Frumoase. În 1922 călătorește în Transilvania, unde îl cunoaște pe pictorul sătmărean Aurel Popp, cu care se va împrieteni și va purta o vastă corespondență. În 1924 expune la Bienala din Veneția iar un an mai târziu se retrage din asociația „Arta Română” și, împreună cu Francisc Șirato, Oscar Han și Ștefan Dimitrescu, întemeiază „Grupul celor patru”.
În anii următori, până în 1934, au loc repetate expoziții ale „Grupului celor patru”. Tonitza, între timp considerat „Cel mai de seamă pictor român în viață”, expune și în străinătate: Barcelona (1929), Amsterdam (1930), Bruxelles (1935). În 1933 ocupă catedra de pictură la Academia de Belle-Arte din Iași, rămasă vacantă în urma decesului lui Ștefan Dimitrescu iar în 1937 devine rector al Academiei. În anii 1933 și 1934 pictează împreună cu Francisc Șirato în Dobrogea, realizând o serie de tablouri și desene cu peisaje din Balcic.
Avea oroare să copieze stilul marilor pictori, era cinstit în artă ca și în viață. A simțit față de furt, fie el material sau moral, cea mai aprigă repulsie. El spunea: „Copilașul care fură păpușa cu sfoaraă de la zmeul vecinului de joacă; elevul de liceu care, strigat la lecție, trege cu urechea la cele ce i se suflă din bancă, sau acela care copiază la teză fără să roșească, sunt cu toții niște răsaduri de viitori mari hoți ai societății [...]
În 1939 se îmbolnăvește grav și la 26 februarie 1940 se stinge din viață și este înmormântat la Cimitirul Militar Ghencea, unde familia reușise să obțină un loc. În semn de omagiu îi sunt expuse lucrări la „Salonul Oficial” și la expoziția din cadrul „Lunii Bucureștilor”.
Opera lui Tonitza ne revelează, în prima perioadă, o pictură academistă purtând pecetea școlii müncheneze și, drept corolar, un interes major pentru desen, în detrimentul picturii. În scurtul său popas parizian, face tentative timide de a-și însuși viziunea impresionistă, dar preferința lui pentru exprimarea grafică îi va îndrepta atenția spre creațiile lui Daumier. Revirimentul cromatic, pe care fruntașii picturii franceze nu izbutiseră să-l provoace, a fost declanșat de Ștefan Luchian, fără ca acest fapt sa-l facă pe Tonitza să rămână la o treaptă inferioară. După această perioadă, tablourile realizate între 1930 și 1935 își cuceresc deplina autonomie artistică, eliberându-se de orice influențe. Grafica, plină de maliție și deseori de dramatism - a colaborat la numeroase reviste culturale și sociale ale vremii: „Rampa”, „Flacăra”, „Clopotul”, „Hiena” etc. - sunt mărturii ale participării intense la viața epocii.
Pictura rămâne, dincolo de frământările cotidiene, de angajarea în evenimentele contemporane, senină, vorbind despre un ideal estetic clasic, despre cultul frumosului, despre o artă înțeleasă ca expresie a permanenței valorilor spirituale. Această viziune autonomă se conturează în portretele de copii. „Ochii lui Tonitza”, ochii copiilor pictați de el, ne privesc astăzi cu o nostalgică inocență, cu o amară melancolie și candoare. Ochii aceștia mari, rotunzi și expresivi sunt inconfundabila pecete a stilului său de o unică poezie în arta plastică românească. De la sobra muzicalitate picturală de o rafinată împletire de poezie și realitate, Tonitza trece în ultimii ani ai vieții la o manieră cu reminiscențe orientale, datorită fără îndoială farmecului peisajului dobrogean. Este perioada premergătoare așa-numitei faze japoneze, caracterizată printr-un decorativism excesiv și printr-o simplificare a paletei dusă aproape până la monocromie. nc
În data de 31 mai 1970 Liceul de Arte Plastice din București a primit numele pictorului Nicolae Tonitza.
În anul 2011 Pictura „În iatac” a fost adjudecată la o licitație cu peste 290.000 de euro.

## Galerie imagini

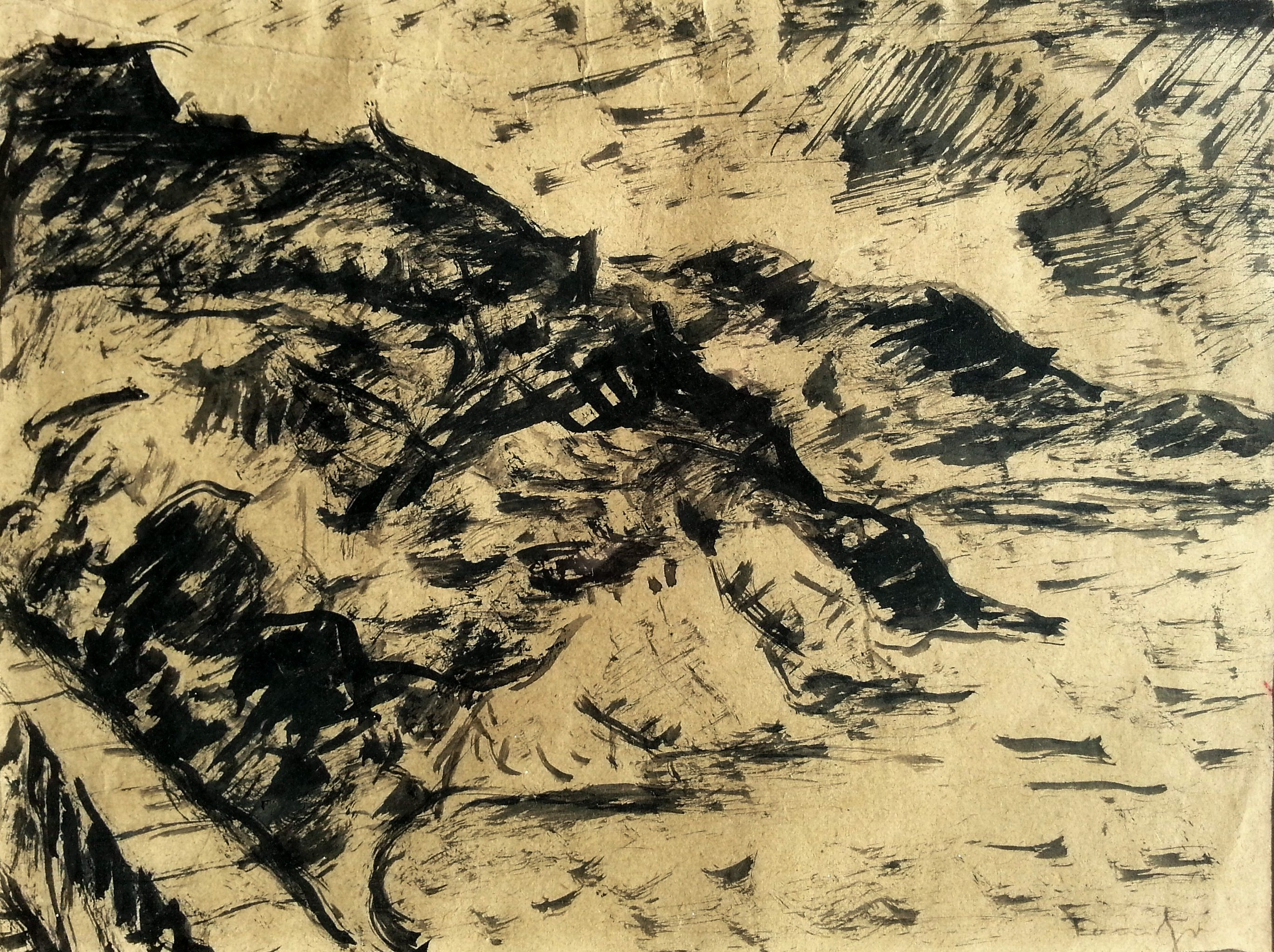
Malul Mării
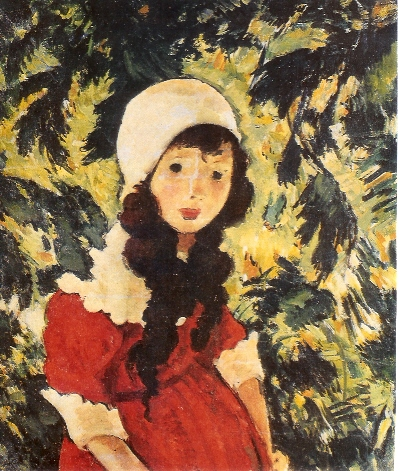
Fetița pădurarului (1924) - Colecția Doctor Dona, București
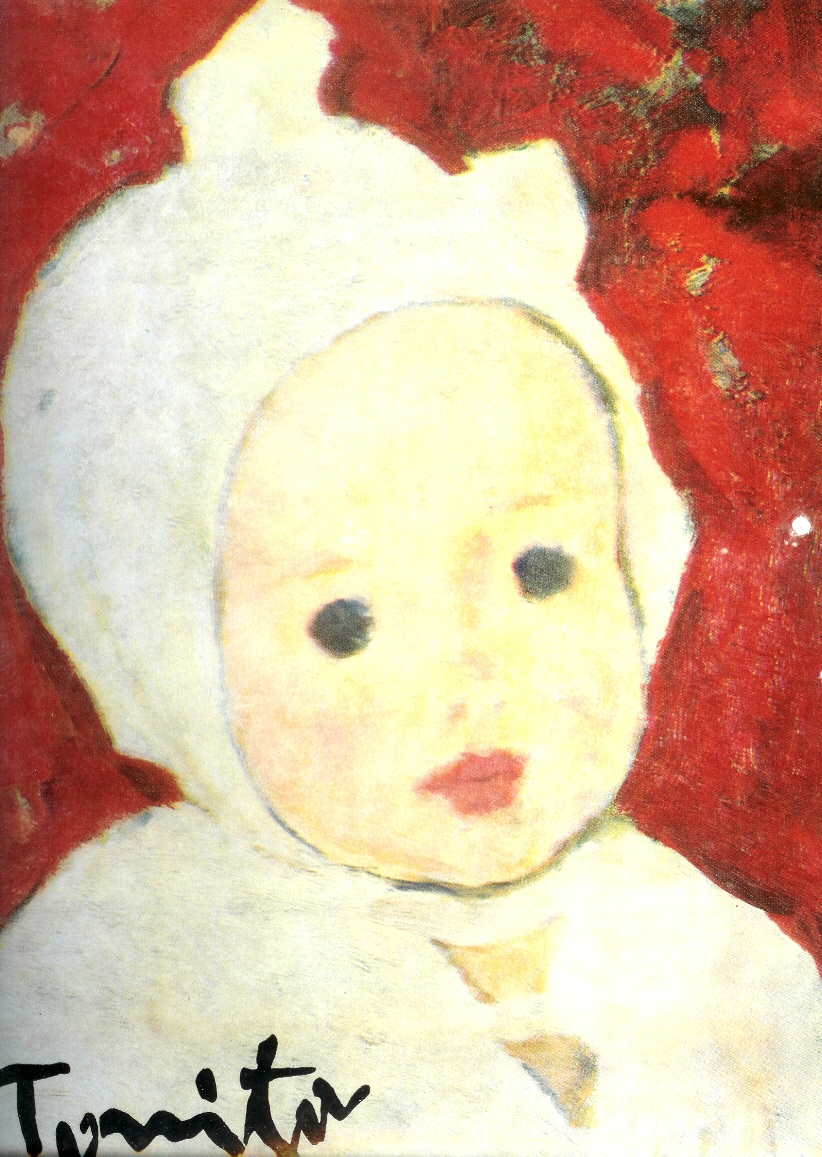
Portret de copil (1926) - Muzeul Zambaccian, București
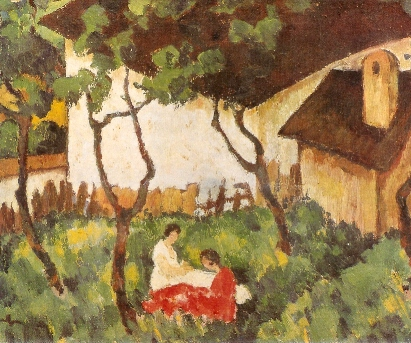
Grădină din Văleni (1922-1924) - Muzeul de Artă, Târgu-Mureș
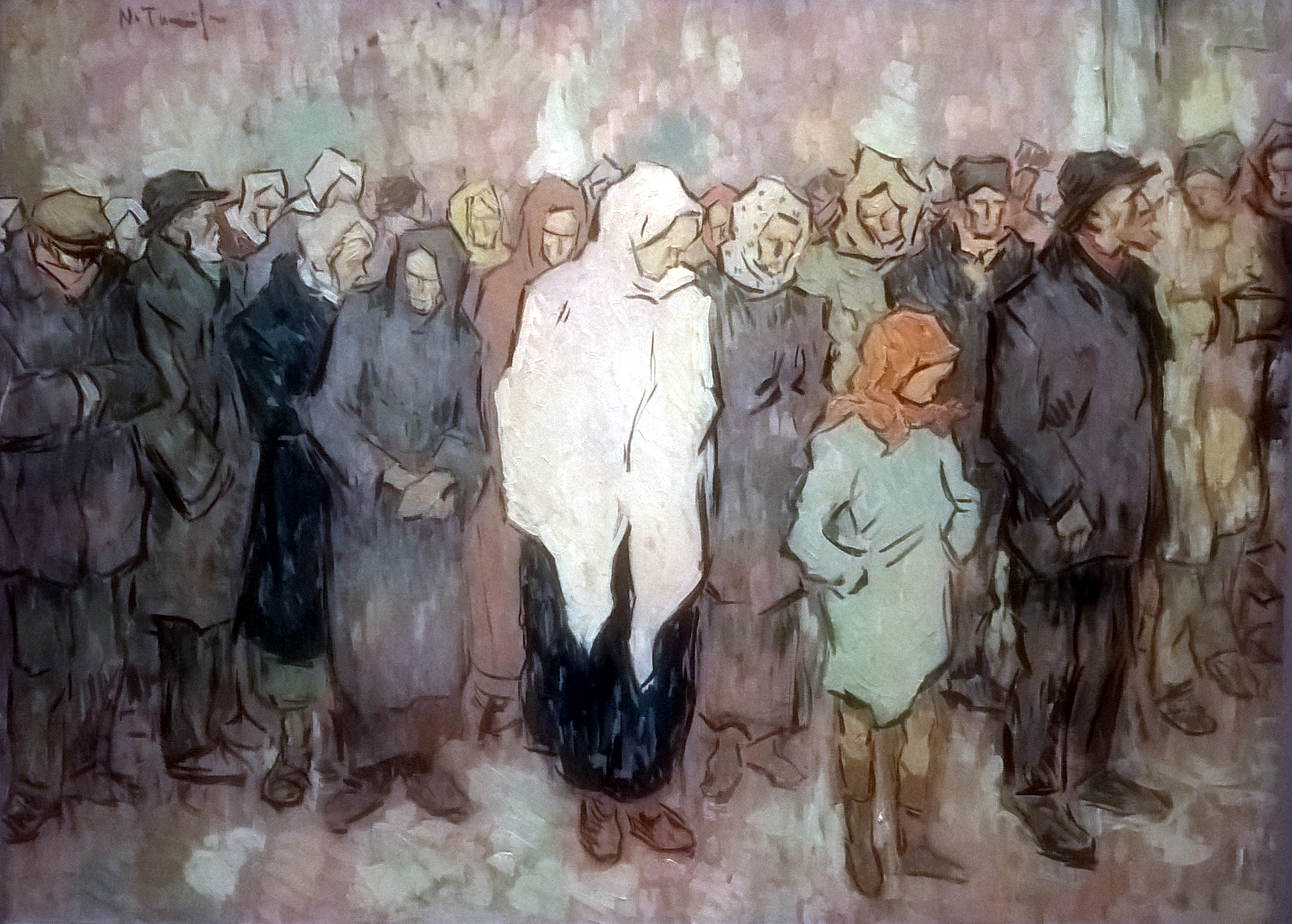
Coadă la pâine (1920)
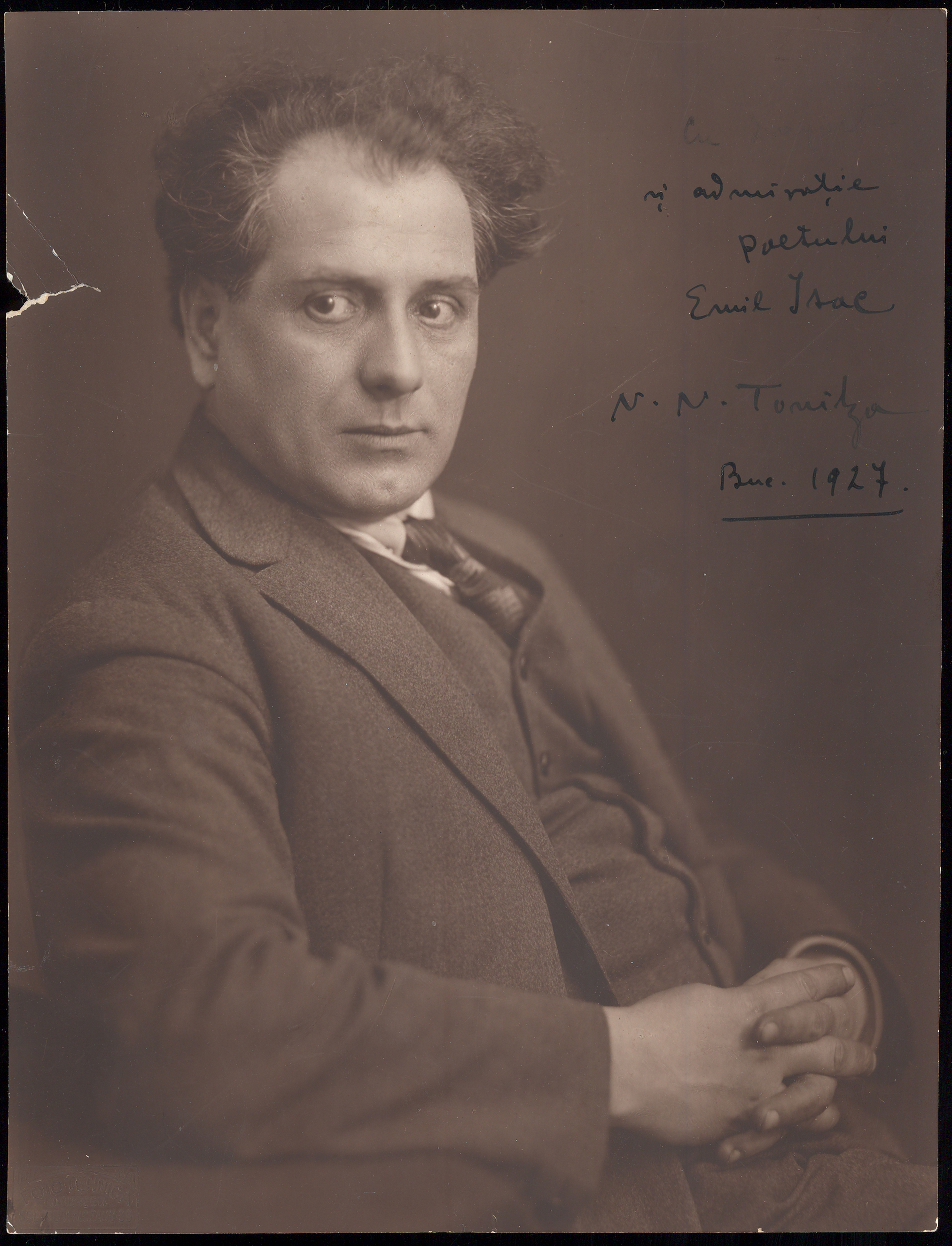
Nicolae Tonitza în 1927
Nicolae Tonitza - Autoportret - (1911), Colecție particulară

## Decorații
- Ordinul „Mihai Viteazul”, clasa III, 20 noiembrie 1916[17]:p. 69